# Scipione Cerreto
Scipione Cerreto, né à Naples en 1551 et mort dans la même ville en 1633, est un musicologue italien.